# 융경 (명)
융경(隆慶, 1567년 ~ 1572년)은 명나라 목종(穆宗) 융경제(隆慶帝)의 연호이다. 6년 가량 사용하였다.

## 개원
- 가정(嘉靖) 45년 12월 26일[1](율리우스력 1567년 2월 4일)에 연호를 융경(隆慶)으로 정하고, 다음 해 1월 1일[2](율리우스력 1567년 2월 9일)에 개원함.[3][4][5]

- 융경(隆慶) 6년 6월 10일[6](율리우스력 1572년 7월 19일)에 연호를 만력(萬曆)으로 정하고, 다음 해 1월 1일[7](율리우스력 1573년 2월 2일)에 개원함.[8][9][5]

## 연대 대조표
| 융경 | 서기(西紀) | 간지(干支) |
| 원년 | 1567년     | 정묘(丁卯) |
| 2년  | 1568년     | 무진(戊辰) |
| 3년  | 1569년     | 기사(己巳) |
| 4년  | 1570년     | 경오(庚午) |
| 5년  | 1571년     | 신미(辛未) |
| 6년  | 1572년     | 임신(壬申) |

## 동시대 연호

### 베트남
후 레 왕조(後黎朝)
- 찐찌(正治) (1558년 ~ 1571년)
- 홍푹(洪福) (1572년)

막 왕조(莫朝)
- 투언푹(淳福) (1565년 ~ 1568년)
- 숭캉(崇康) (1568년 ~ 1578년)

### 일본
- 에이로쿠(永祿) (1558년 ~ 1570년)
- 겐키(元龜) (1570년 ~ 1573년)

## 같이 보기
- 다른 왕조의 같은 연호
  - 쩐 왕조(陳朝) 롱카인(隆慶, 1373년 ~ 1377년)

- 중국의 연호 목록